# Langtauferer Spitze
De Langtauferer Spitze (Italiaans: Punta di Vallelunga) is een 3528 meter (volgens andere bronnen 3529 meter) hoge berg in de Weißkam in de Ötztaler Alpen op de grens tussen het Oostenrijkse Tirol en het Italiaanse Zuid-Tirol.
De berg ligt ten noordoosten van de 3738 meter hoge Weißkugel. Het 3356 meter hoge Weißkugeljoch ligt tussen beide bergtoppen in. De top van de Langtauferer Spitze ligt op het kruispunt van de gletsjers Langtauferer Ferner, Langtauferer-Joch-Ferner en Hintereisferner. Startpunt voor een klim naar de top kan onder andere worden gevormd door het Brandenburger Haus aan Oostenrijkse zijde en de Weißkugelhütte aan Italiaanse zijde. De berg is ook geschikt voor het maken van een skitocht.
De eerste beklimming van de bergtop geschiedde op 24 juni 1865 onder leiding van François Devouassou en Peter Michel.